# Chapelle des Ursulines (Ploërmel)
Pour les articles homonymes, voir Chapelle des Ursulines.
La chapelle des Ursulines est située rue Sénéchal-Thuault, à Ploërmel dans le Morbihan.

## Historique
Le retable en pierre fait l’objet d’une inscription au titre des monuments historiques depuis le 25 septembre 1928. En mars 2006, des criminels mineurs mettent le feu au cloître du Sacré-Cœur. Le couvent, le cloître et la chapelle des Ursulines sont ravagées.